# アルティメット☆MAGIC
「アルティメット☆MAGIC」（アルティメット・マジック）は、i☆Risの18枚目のシングル。2019年5月22日にDIVE II entertainmentから発売された。

## 概要
表題曲「アルティメット☆MAGIC」はテレビアニメ 『賢者の孫』のオープニングテーマとして使用されており、3作連続での深夜アニメタイアップ曲となった。賢者の孫盤のみ、表題曲のショートバージョンが収録されている。

## 収録曲

### 通常盤
1. アルティメット☆MAGIC[3:58]
作詞：廣瀬祐輝、金子麻友美 / 作曲：廣瀬祐輝 / 編曲：久下真音
テレビアニメ『賢者の孫』オープニングテーマ
2. ありえんほどフィーバー[4:16]
作詞・作曲・編曲：ピノキオピー
3. アルティメット☆MAGIC (Instrumental)
4. ありえんほどフィーバー (Instrumental)

CD+DVD盤DVD
1. アルティメット☆MAGIC -Music Video-
2. アルティメット☆MAGIC -Off Shot Movie-

### 賢者の孫盤
1. アルティメット☆MAGIC
2. ありえんほどフィーバー
3. アルティメット☆MAGIC -TV ver.-[1:32]
4. アルティメット☆MAGIC (Instrumental)
5. ありえんほどフィーバー (Instrumental)